# Гриднєва Наталія Віталіївна
Гріднєва Наталія Віталіївна (нар. 29 серпня 1947, Київ) — українська піаністка, педагог.

## Біографічні відомості
Народилася в Києві в родині видатного радянського вченого, академіка  Віталія Гриднєва. 
Закінчила Київську консерваторію та асистентуру-стажування (1975) по класу Всеволода Воробйова. 
З 1974 викладач Київської середньої спеціальної музичної школи ім. М.В.Лисенка. 
З 2002 викладає в Національній музичній академії України (з 2003 доцент, з 2010 професор). 
Виступала з фортепіанними концертами, але більше відома завдяки своїй викладацькій діяльності. Виховала багато відомих українських піаністів, лауреатів міжнародних конкурсів, які ведуть активну міжнародну концертну діяльність. Серед учнів — Олексій Гринюк, Олег Полянський, Михайло Данченко, Вадим Холоденко, Андрій Ярошинський, Олександр Гринюк, Олексій Стукаленко, Алія Акбергенова, Арсен Яковенко, Андрій Луньов, Ілля Овчаренко , Олексій Канке та інші.
У 2012 виступила автором-упорядником підручника гри на фортепіано Н. Гриднєва, М. Храпачова, К. Лавро "Хочу грати на роялі" (Видавництво "Музична Україна", 2012).

## Нагороди та звання
- Заслужений працівник культури України